# Piotr Trochowski
Piotr Artur Trochowski (Tczew, Poljska, 22. ožujka 1984.) je njemački umirovljeni nogometaš poljskog podrijetla.

## Počeci
Trochowski je rođen u poljskom gradu Tczewu. Igrač se u dobi od pet godina zajedno s ocem Wiesławom i majkom Alicjom preselio u Hamburg na temelju „prava na povratak etničkih skupina njemačkog podrijetla“. Budući da je pokrajina Zapadna Pruska bila dio Njemačkog Carstva do 1919. (i ponovo od 1939. do ožujka 1945.), obitelj Trochowski, iako je bila slavenska, imala je njemačke pretke.

## Karijera

### Klupska karijera
U dobi od devet godina Trochowski je počeo igrati u SpVgg Billstedt Horn, zatim u Concordiji Hamburg te omladinskoj momčadi FC St. Pauli. 1999. godine prelazi u mladu momčad minhenskog Bayerna gdje započinje igrati u juniorskoj a kasnije napreduje do amaterske i prve momčadi.
U siječnju 2005. Piotr Trochowski se vraća u Hamburg gdje počinje nastupati za HSV. Trener kluba Thomas Doll tada je igraču dao priliku a igrač je postao standardan u momčadi te je osim u Bundesligi, postigao pogotke i u Ligi prvaka.
5. travnja 2011. igračev agent Roman Grill je potvrdio da će Trochowski po isteku sezone napustiti klub te se preseliti u FC Sevillu. Zbog toga je igrač u drugom dijelu sezone 2010./11. samo dvije utakmice (od mogućih 11) započeo u prvoj momčadi.

### Reprezentativna karijera
Budući da je Piotr Trochowski rodom Poljak, bio je u mogućnosti da zaigra za poljsku reprezentaciju. Njegova majka poslala je nekoliko pisama poljskom nogometnom savezu (PZPN) informirajući u njima savez o svojem talentiranom sinu i njegovoj spremnosti da zaigra za Poljsku. Međutim, PZPN nije bio zainteresiran za Trochowskog što je izazvalo veliko razočarenje kod igrača i njegove majke Alicje. U konačnici, Piotr je odabrao njemačku reprezentaciju te je u jednom interviewu danom u kolovozu 2005. rekao: „Moje srce je bliže Poljskoj ali nitko ondje nije bio zainteresiran za mene te sam zbog toga odabrao da igram za Nijemce. Nije se odgovorilo na pisma moje majke a Nijemci su se zainteresirali za mene“. Međutim, dajući izjavu za njemački list Die Welt, igrač je bio kontradiktoran izjavivši: „Čak i tada htio sam igrati za Njemačku budući da sam se ovdje školovao i stekao nogometne vještine“.
Piotr Trochowski je najprije igrao za mlade njemačke U20 i U21 reprezentacije, dok ga je 2006. njemački izbornik Joachim Löw pozvao u seniorsku momčad za koju je debitirao 7. listopada 2006. u prijateljskoj utakmici protiv Gruzije. Igrač je nastupio u šest kvalifikacijskih utakmica za EURO 2008. te je uvršten u izbornikov popis reprezentativaca za sam turnir.
Trochowski je prvi pogodak za reprezentaciju postigao u kvalifikacijskoj utakmici za SP u Južnoj Africi 2010. protiv Walesa.

#### Pogoci za reprezentaciju
| #  | Datum               | Mjesto                    | Protivnik                  | Pogodak | Kon. rezultat | Natjecanje                      |
| -- | ------------------- | ------------------------- | -------------------------- | ------- | ------------- | ------------------------------- |
| 1. | 15. listopada 2008. | Mönchengladbach, Njemačka | Wales                      | 1 – 0   | 1 – 0         | Kvalifikacije za SP u JAR-u 10' |
| 2. | 2. lipnja 2009.     | Abu Dhabi, UAE            | Ujedinjeni Arapski Emirati | 3 – 0   | 7 – 2         | Prijateljska utakmica           |

## Osvojeni trofeji

### Klupski trofeji
| Njemačka       | Njemačka   | Njemačka |
| Klub           | Trofej     | Godina   |
| -------------- | ---------- | -------- |
| Bayern München | Bundesliga | 2003.    |
| Bayern München | DFB-Pokal  | 2003.    |

### Individualni trofeji
| Austrija / Švicarska    | Austrija / Švicarska |
| Trofej                  | Godina               |
| ----------------------- | -------------------- |
| EURO 2008. finale       | 2008.                |
| JAR                     |                      |
| SP u JAR-u 10' - bronca | 2010.                |

## Privatni život
Trochowski dolazi iz nogometne obitelji a njegova sva tri brata igraju za poluprofesionalne klubove: Christoph (SC V/W Billstedt), Slawomir (Hamm United) i Arkadiusz (TuS Hamburg).
Njegov nećak Krystian je njemački reprezentativac u ragbiju te nastupa za bundesligaški klub Berliner RC.

## Vanjske poveznice
- Piotr Trochowski na Transfer Markt.de  Arhivirana inačica izvorne stranice od 16. ožujka 2010. (Wayback Machine)
- Piotr Trochowski na Fussball Daten.de